# هکتور سالوا
هکتور سالوا (انگلیسی: Héctor Salva; ۲۷ نوامبر ۱۹۳۹ – ۲۰ نوامبر ۲۰۱۵) بازیکن فوتبال اهل اروگوئه بود.
از باشگاه‌هایی که در آن بازی کرده‌است می‌توان به باشگاه فوتبال دانوبیو، باشگاه فوتبال ناسیونال اروگوئه، و باشگاه فوتبال جیمناسیا لاپلاتا اشاره کرد.
وی همچنین در تیم ملی فوتبال اروگوئه بازی کرده‌است.